# Joshua Sinclair-Evans
Joshua Sinclair-Evans (London, 1995. március 29. –) brit színész.
Legismertebb alakítása Josh a 2016 és 2017 között futott The Lodge című sorozatban. A Pókember: Idegenben című filmben is szerepelt.

## Élete és pályafutása
Már kisgyermekkorától kezdve fellépést az Arts Educationalban.. Legelső sorozata a Disney Channel The Lodge című sorozat volt. 25 epizódban szerepelt. 2018-ban szerepelt a BBC Casualty című sorozatában. Még ebben az évben szerepében a High Strung Free Dance című filmben. 2019-ben Josh Scarinoként szerepelt a Pókember: Idegenben című filmben.

## Filmográfia

### Filmek
| Év   | Magyar cím          | Eredeti cím               | Szerep       | Magyar hang |
| ---- | ------------------- | ------------------------- | ------------ | ----------- |
| 2019 |                     | Ruth                      | Joel         |             |
| 2019 | Pókember: Idegenben | Spider-Man: Far From Home | Josh Scarino |             |
| 2018 |                     | High Strung Free Dance    | Shane        |             |

### Televíziós szerepek
| Év        | Magyar cím | Eredeti cím | Szerep          | Megjegyzések                         |
| --------- | ---------- | ----------- | --------------- | ------------------------------------ |
| 2018      |            | Casualty    | Sheridan Taylor | 1 epizód                             |
| 2016–2017 | The Lodge  | The Lodge   | Josh            | főszereplő magyar hangja Gacsal Ádám |